# 保田克史
保田 克史（ぼうだ かつし、1964年10月7日 - ）は、日本のストップモーション・アニメーション（立体アニメーション）作家。ロボットパルタなどで知られている。

## 略歴
1964年、千葉県生まれ。
1987年に武蔵野美術短期大学工芸デザインを卒業する。在学中もストップモーション・アニメーションの自主制作を行っていた。
株式会社スリー・ディーに入社し、その後フリーランスとして活動。立体アニメーション、2Dアニメーション、オブジェなどを中心に、テレビ番組やテレビCM、グラフィック広告などの制作等を手掛ける。
1991年に製作された岡本忠成監督作品『注文の多い料理店』にアニメーターとして参加する。
1994年よりNHK教育テレビ（Eテレ）の5分間のミニ番組『プチプチ・アニメ』枠で「ロボットパルタ」を製作し、放映される。
1998年には『快動力 REAL』で文化庁メディア芸術祭アニメーション部門短編アニメーション優秀賞を受賞した。
2002年、有限会社ボーダーズ設立。
2003年、川本喜八郎が企画・監督をした『連句アニメーション「冬の日」』に参加する。
2007年から2013年までNHK教育テレビ（Eテレ）で放送された『マテマティカ2』内の「イッシー人コーナー」のアニメーションを担当する。

## 絵本
- だいすき! トム&ジェリーわかったシリーズ、河出書房新社
  - トムとジェリーのドッキリ迷路 でんせつのチーズをさがせ! 2013年、ISBN 978-4-309-69010-0
- シリーズ：せかいめいさくアニメえほん、河出書房新社
  - しあわせのおうじ 原作:オスカー・ワイルド、2014年、ISBN 978-4-309-68019-4

## アニメーション
- ロボットパルタ
  - ロボットパルタ ぼくは、ねぼすけ 1994年
  - ロボットパルタ パルタたんじょうのひみつ! 2003年
  - ロボットパルタ ピプコのおおそうじ! 2003年
  - ロボットパルタ お宝たんけん隊 2003年
  - ロボットパルタ よみがえったブリキロボ 2006年
  - ロボットパルタ レースだGo!Go!Go! 2008年

## CM
- 1999年 キリンMCダノンウォーターズ アルカリイオンの水「みんなで、アルカリイオンの水／いつも、―／走れ、―／おはよう、―」[4]
- 2007年 富士通 FMVシリーズ「氷河期」篇、「怪鳥」篇[5]